# Aly & AJ
Aly og Aj er et par søstre, der sammen danner en teen-popgruppe. 
Sangerne er Alyson Michalka, kendt som "Aly", og Amanda Michalka, kendt som AJ.
de blev født i Torance, Californien, men tilbragte en del af deres barndom i Seattle, Washington.
De er begge skuespillere, sangere, sangskrivere og guitarister.

## Album
- 2005: Into the Rush
- 2006: Acoustic Hearts of Winter
- 2007: Insomniatic
- 2017: Ten Years

## Singler
- 2005: Rush
- 2006: Chemicals React
- 2006: Greatest Time of Year
- 2007: Potential Breakup Song
- 2008: Like Whoa
- 2017: Take Me

## Soundtracks
- 2005: Ice Princess – writer/performer: "No One"
- 2005: Now You See It... – performer: "Do You Believe in Magic"
- 2006: The Santa Clause 3: The Escape Clause – writer/performer: "Greatest Time of Year"
- 2007: The Game Plan – performer: "Do You Believe In Magic"
- 2007: Bring It On: In It to Win It – writer/performer: "Division"